# Subaru Outback
Der Subaru Outback ist ein Pkw der Mittelklasse des japanischen Automobilherstellers Subaru. Es basiert auf dem Subaru Legacy und erschien Ende 1996 als Subaru Legacy Outback in Deutschland, wird aber seit Ende 1999 als eigenständiges Modell aufgeführt.
Die Unterschiede zum Legacy liegen in der erhöhten Bodenfreiheit und einigen Kunststoffverkleidungen an der Karosserie. Wie die meisten Subaru-Modelle hat auch der Outback permanenten Allradantrieb. Die Angebote der Konkurrenten, wie der Audi Allroad Quattro und der Volvo XC70 waren nach Maßen, Leistung und Preisen etwas höher positioniert.
In Deutschland wird das Modell ausschließlich als Kombi angeboten, während es in den USA und in Japan bis 2014 auch eine Stufenheck-Ausführung gab. 2023 war der Outback das weltweit meistverkaufte Kombi-Modell.
Den Subaru Impreza gab es in den ersten beiden Generationen auch als Impreza Outback Sport, der wie der Legacy Outback als dessen Crossover-Variante verkauft wurde.

## Legacy Outback BG (1996–1999)
Ende 1996 wurde eine Offroad-Variante des Legacy angeboten, die in der ersten Version Legacy Outback benannt wurde. Damit war dieses Fahrzeug eines der ersten Modelle, das die praktischen Eigenschaften eines Kombis mit den rustikalen Merkmalen eines Geländewagens verband.
Zur Markteinführung gab es einen 2,5-Liter-Boxermotor mit 110 kW (150 PS). Dies sollte die einzige Motorisierung dieser Generation bleiben.
Ende 1999 wurde die erste Outback-Generation abgelöst.

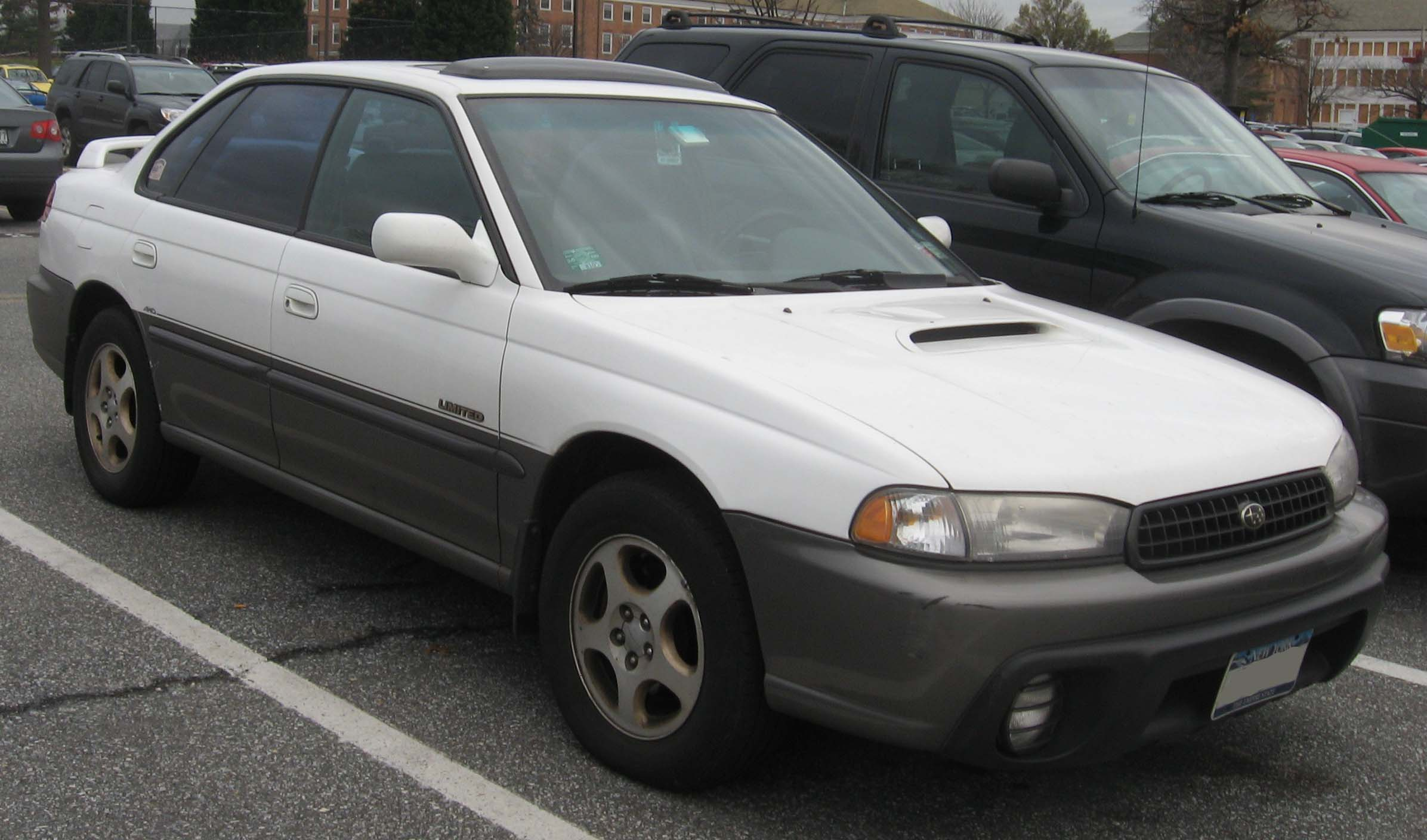
Subaru Legacy Outback Sedan Turbo (1996–1999, nur USA)

## Outback BH (1999–2003)

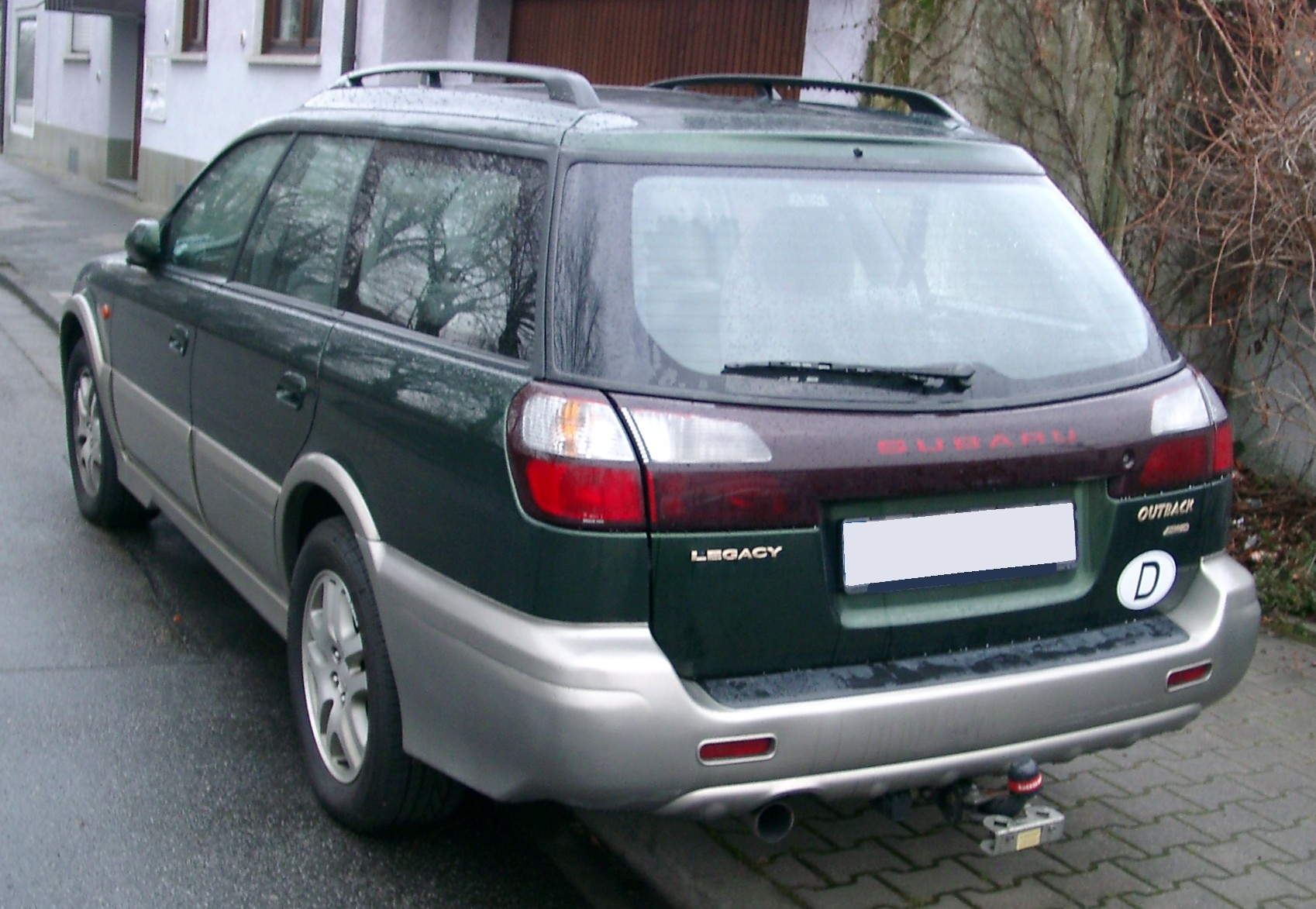
Heckansicht

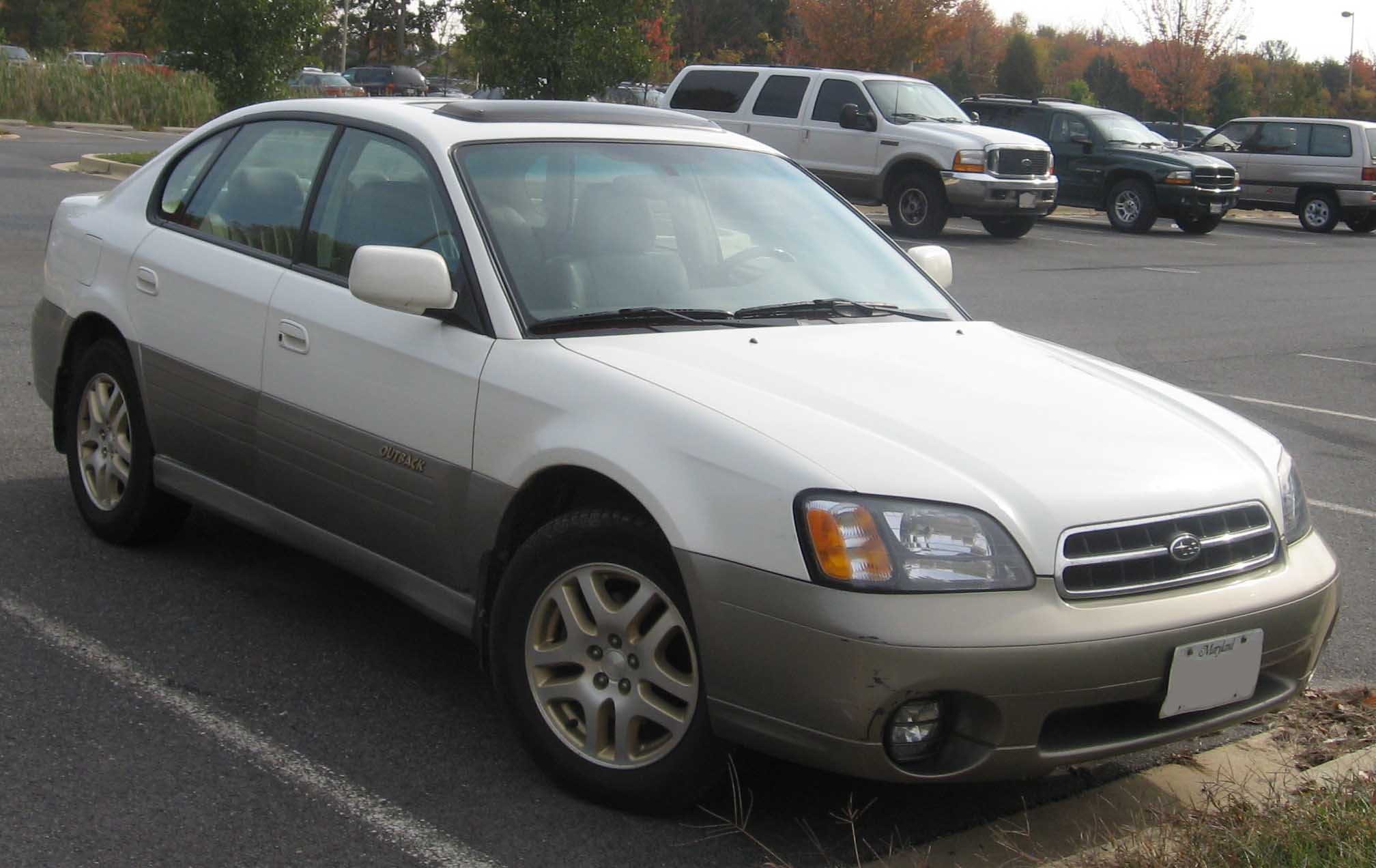
Subaru Outback Sedan (1999–2003, nur USA)

Mitte 1999 wurde die zweite Generation, jetzt nur noch als Outback bezeichnet, auf den Markt gebracht. Seit dem Namenswechsel wird das Fahrzeug außerdem als eigene Modellreihe geführt.
Zunächst wurde nur ein 2,5-Liter-Vierzylindermotor mit 16 Ventilen angeboten, dessen Leistung 115 kW (156 PS) betrug. Ende 2000 kam noch ein 3,0-Liter-Sechszylindermotor mit 154 kW (209 PS) ins Programm.

## Outback BP (2003–2009)
Im Herbst 2003 wurde ein neuer Outback vorgestellt, der fortan auf der vierten Legacy-Baureihe basierte.
Der 2,5-Liter-Motor leistete 121 kW (165 PS), ab Herbst 2007 127 kW (173 PS). Auch die Leistung des 3-Liter-Motors wurde ab Anfang 2004 auf 180 kW (245 PS) erhöht.

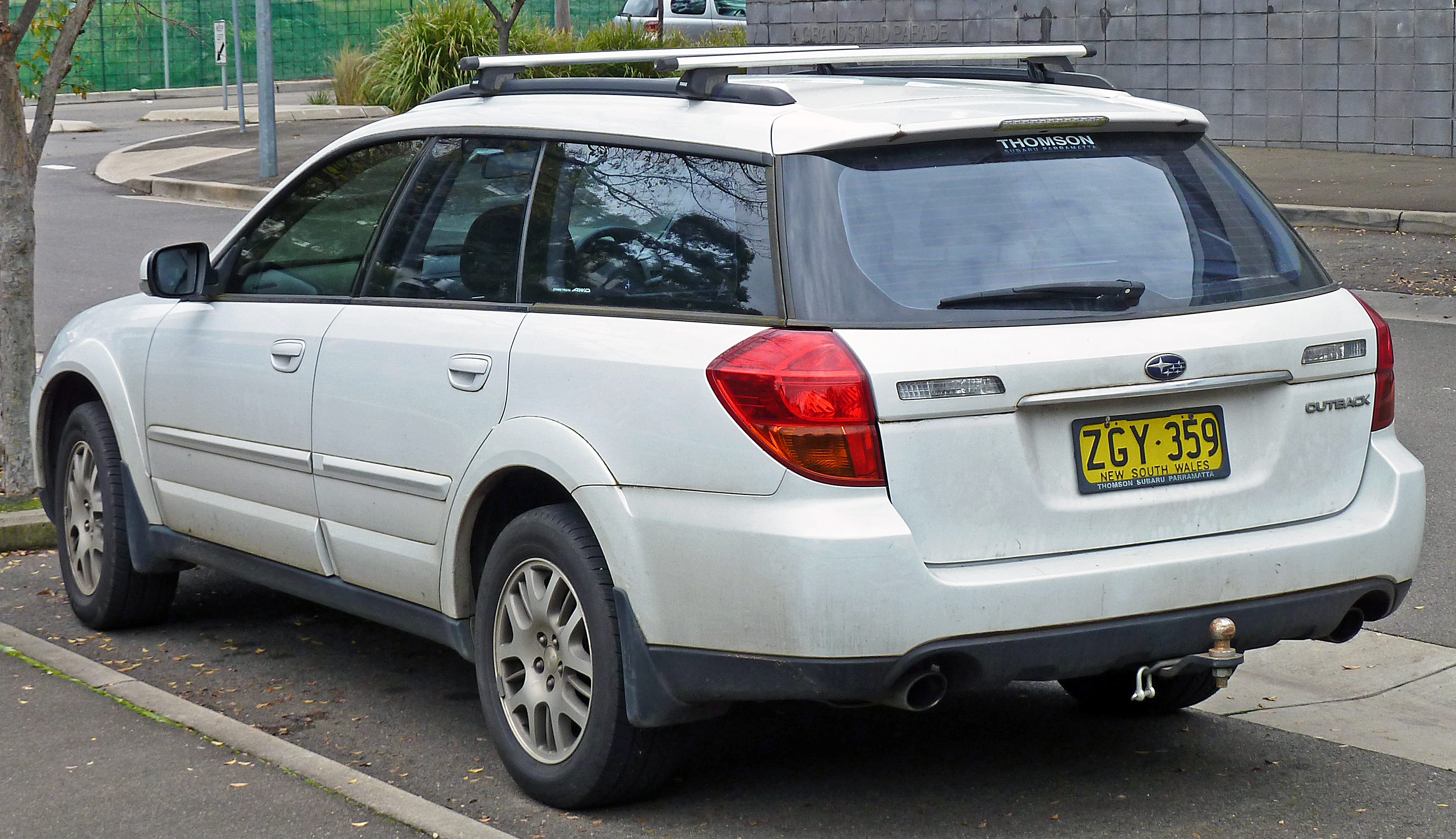
Heckansicht
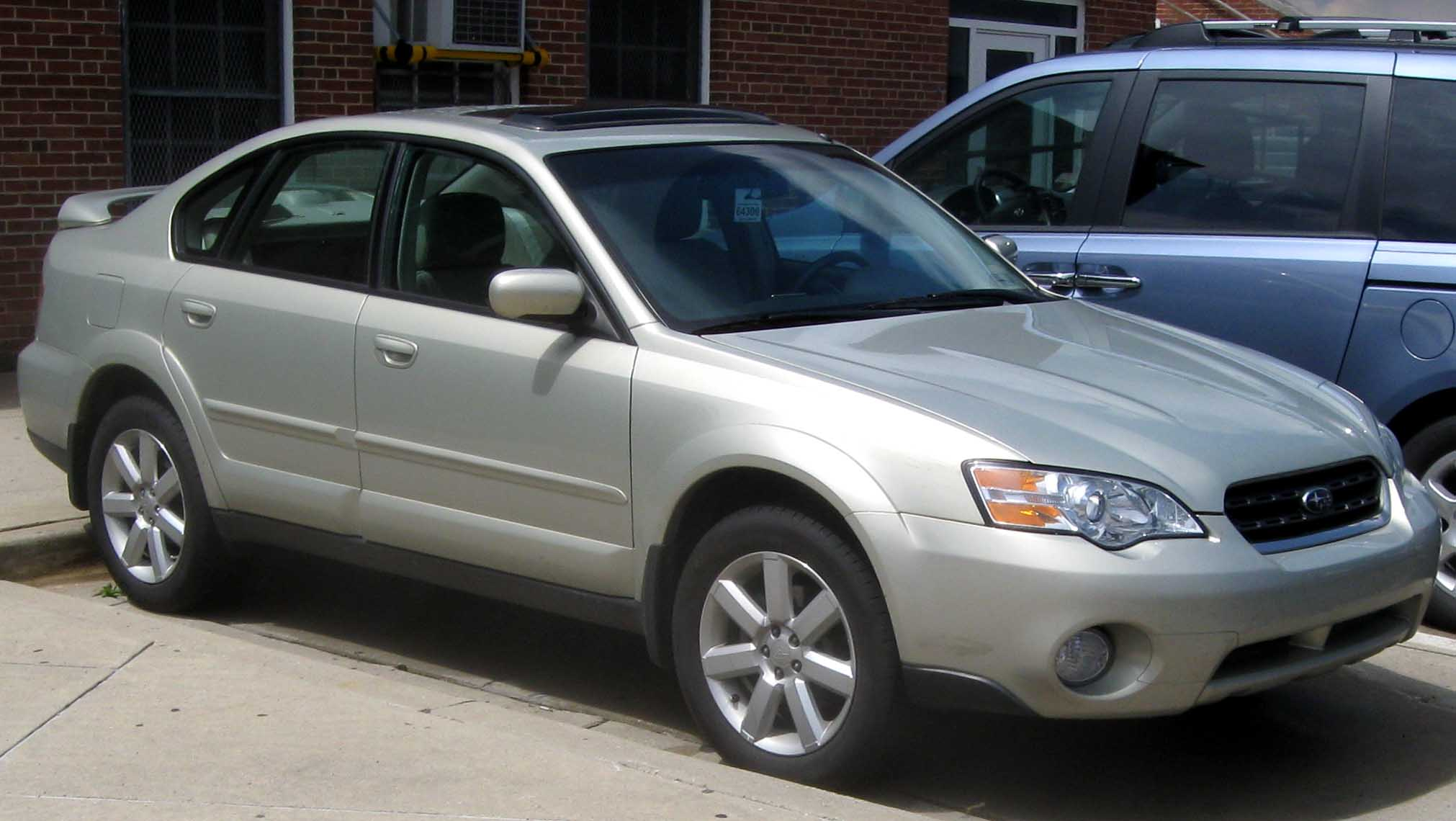
Subaru Outback Sedan (2003–2008)

### Modellpflege
Mit Modelljahr 2007 (MY 2007) erfolgte die Modellpflege für den Outback BP in Europa. Ab diesem Zeitpunkt waren unter anderem Xenon-Scheinwerfer; Memory-Fahrersitz (nur Leder) sowie ein aktualisiertes Navigationssystem (Core-2) als Sonderausstattung verfügbar. Erste Modelle wurden bereits ab Herbst 2006 in Deutschland verkauft.
Mit dem Facelift erfolgte ab Herbst 2008 auch die Einführung eines Boxer-Dieselmotors für den Outback und Legacy, der gleichzeitig auch der erste in Boxer-Bauweise konstruierte PKW-Dieselmotor der Welt war. Er hat einen Hubraum von 1998 cm³ und leistet 110 kW (150 PS). Typisches Merkmal des Outback mit Dieselmotor ist der zusätzliche Lufteinlass in der Motorhaube, hinter dem sich der Ladeluftkühler befindet.
Der Diesel-Boxermotor wurde mit dem „Engine of the Year Award 2008“ sowie mit dem Titel „Allrad-Innovation des Jahres“ der Redaktion der „AutoBild allrad“ ausgezeichnet.

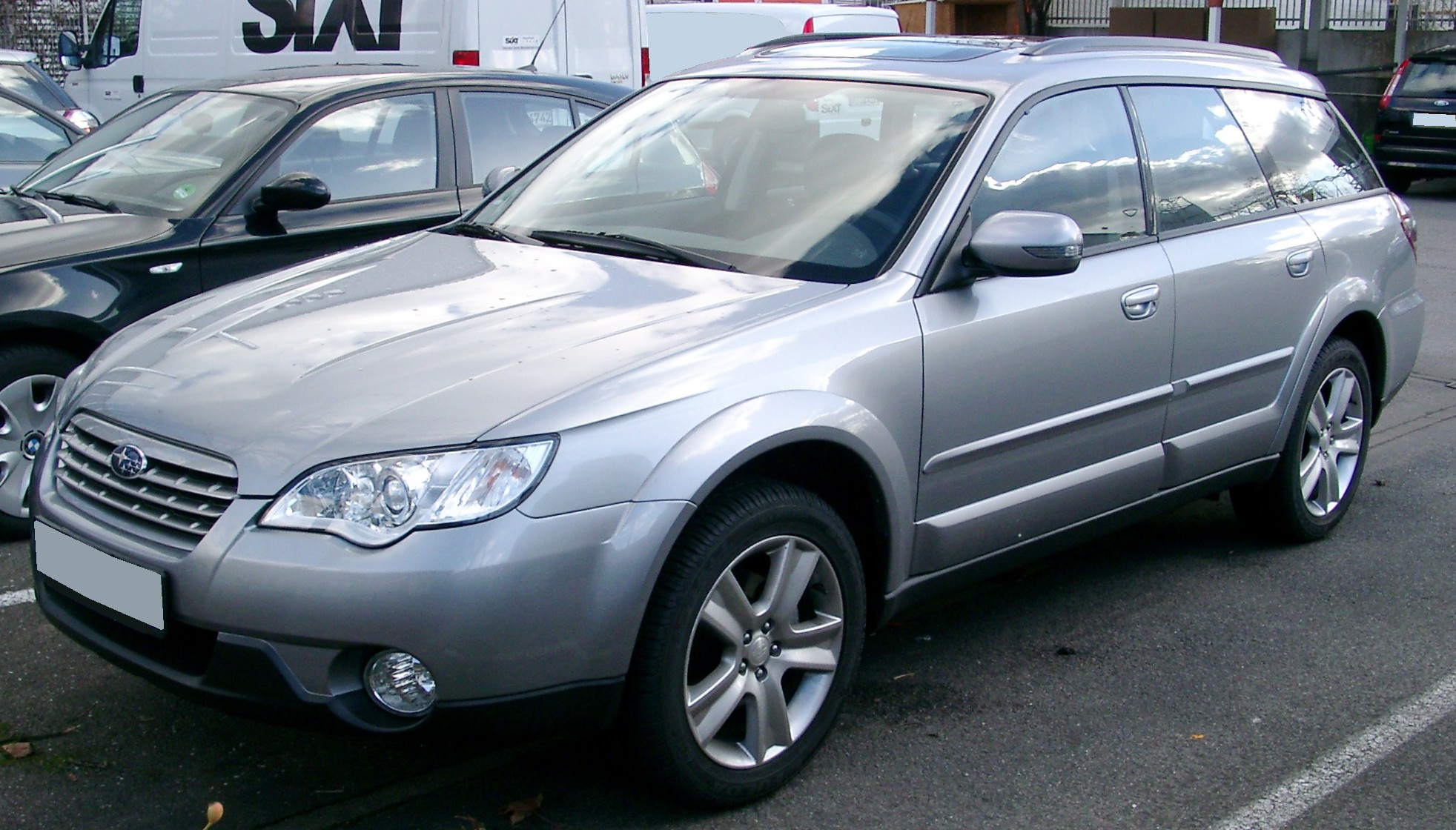
Subaru Outback Kombi (2007–2009)
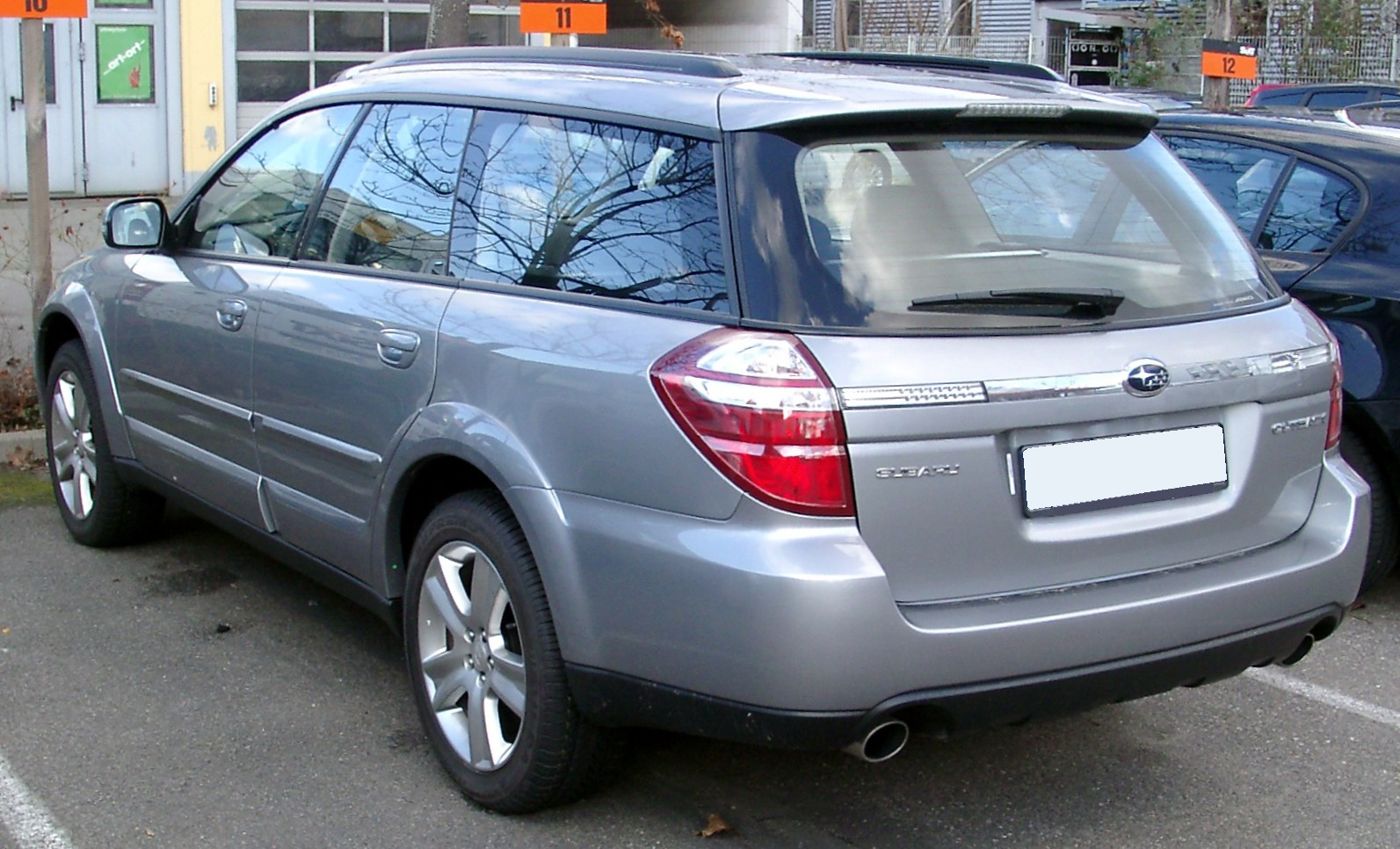
Heckansicht

## Outback BR (2009–2014)
Im September 2009 brachte Subaru die vierte Auflage des Outback auf den Markt. Diese basierte auf dem Legacy BM/BR.
Es standen zum Verkaufsstart zwei Ottomotoren und ein Dieselmotor zur Auswahl:
- 2,5-Liter-Vierzylinder-Ottomotor mit 123 kW (167 PS) (ab 07.2009) ab Modellpflege mit 127 kW (173 PS)
- 3,6-Liter-Sechszylinder-Ottomotor mit 191 kW (260 PS) (07.2009–05.2013)
- 2,0-Liter-Vierzylinder-Diesel mit 110 kW (150 PS) (ab 05.2013 auch mit dem stufenlosen Getriebe Lineartronic zu haben)

Im Mai 2013 wurde der Outback einer Modellpflege unterzogen. Seitdem wurde der 2,5-Liter-Ottomotor nur noch mit dem stufenlosen Getriebe „Lineartronic“ angeboten. Der Sechszylinder-Ottomotor wurde hingegen aus dem Programm genommen.

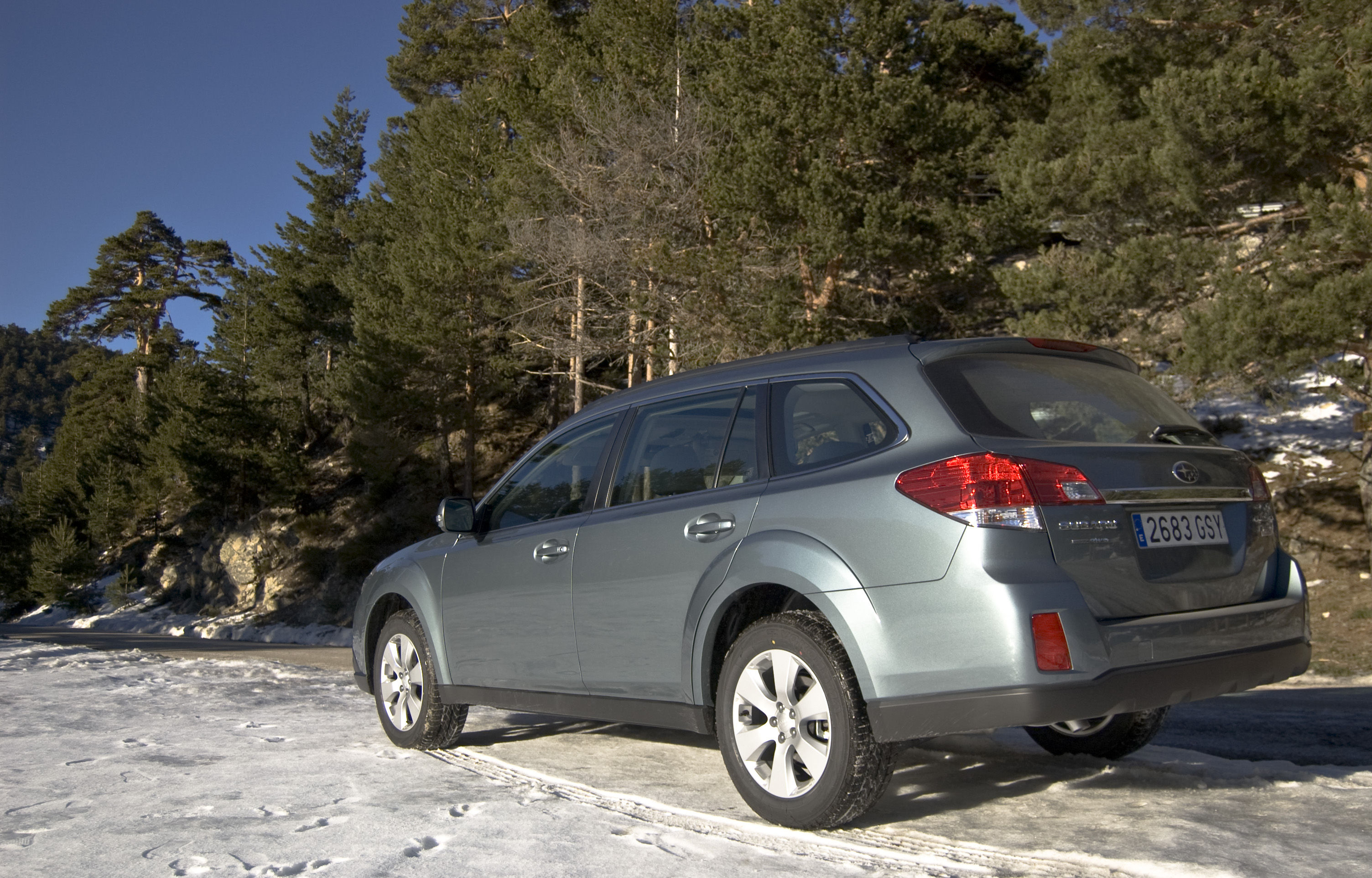
Der Outback in leichtem Gelände.
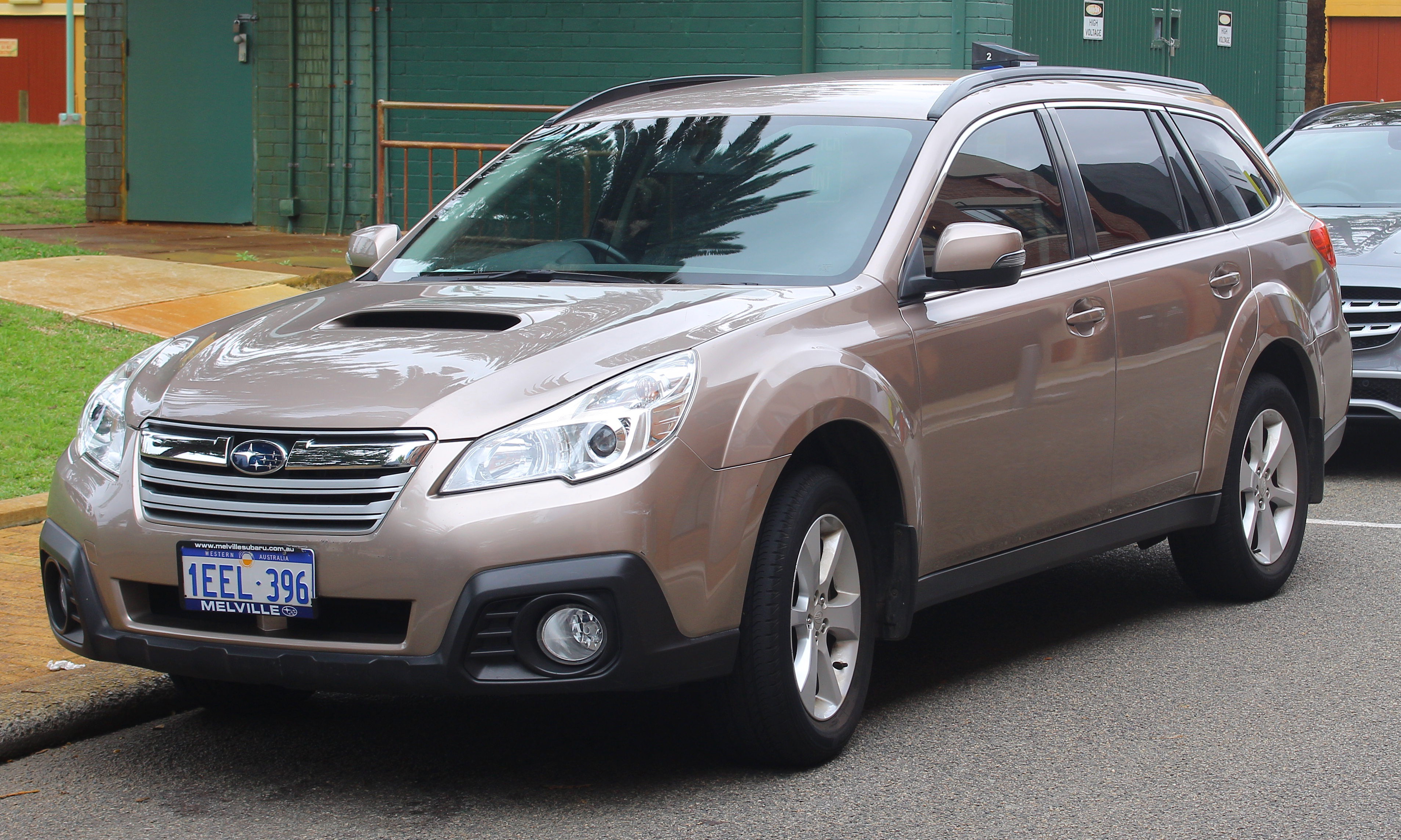
Subaru Outback (2013–2014)

### Motorisierungen
| Modell | Hubraum cm³ | Zylinder/Bauart Ventile/Ventiltrieb | Einspritzung | Max. Leistung bei min−1 | Max. Drehmoment bei min−1 | Getriebe            | Normverbrauch in l/100 km | CO2 in g/km | Leergewicht in kg zul. Gesamtgewicht | Anhängelast gebremst in kg |
| ------ | ----------- | ----------------------------------- | ------------ | ----------------------- | ------------------------- | ------------------- | ------------------------- | ----------- | ------------------------------------ | -------------------------- |
| 2.0D   | 1998        | 4/Boxer 16/DOHC                     | Common Rail  | 110 kW (150 PS)/3600    | 350 Nm/1800 bis 2400      | 6-Gang              | 7,1/5,2/5,9               | 155         | 1591 2085                            | 1700                       |
| 2.0D   | 1998        | 4/Boxer 16/DOHC                     | Common Rail  | 110 kW (150 PS)/3600    | 350 Nm/1800 bis 2400      | Lineartronic        | 7,6/5,6/6,3               | 166         | 1638 2085                            | 1700                       |
| 2.5i   | 2457        | 4/Boxer 16/SOHC                     | MPI          | 127 kW (173 PS)/5600    | 235 Nm/4100               | Lineartronic        | 10,2/6,1/7,6              | 175         | 1545 2040                            | 2000                       |
| 3.6R   | 3630        | 6/Boxer 24/DOHC                     | MPI          | 191 kW (260 PS)/5600    | 350 Nm/4400               | 5-Stufen- Automatik | 14,4/7,5/10,0             | 232         | 1590 2100                            | 2000                       |

Alle Motoren erfüllen die EURO-5-Abgasnorm.

## Outback BS (2015–2021)
| Sterne im Euro NCAP-Crashtest (2014) | 5 Sterne im Euro-NCAP-Crashtest |

Verkaufsstart der fünften Generation des Outback in Deutschland war der 28. März 2015. Diese basiert auf dem gleichzeitig erneuerten Legacy, der in Deutschland nicht mehr angeboten wird. Anfang 2018 erhielt der Outback ein Facelift. Der Dieselmotor wird seitdem nicht mehr angeboten.
Die beiden verfügbaren Motoren sind ein 2,5-Liter-Vierzylinder-Ottomotor mit 129 kW/175 PS und ein 2,0-Liter-Vierzylinder-Diesel mit 110 kW/150 PS. Wie zuletzt bei der vierten Outback-Generation, ist der Ottomotor ausschließlich in Kombination mit dem stufenlosen Automatikgetriebe „Lineartronic“, der Dieselmotor hingegen wahlweise auch mit einem 6-Gang-Getriebe erhältlich.

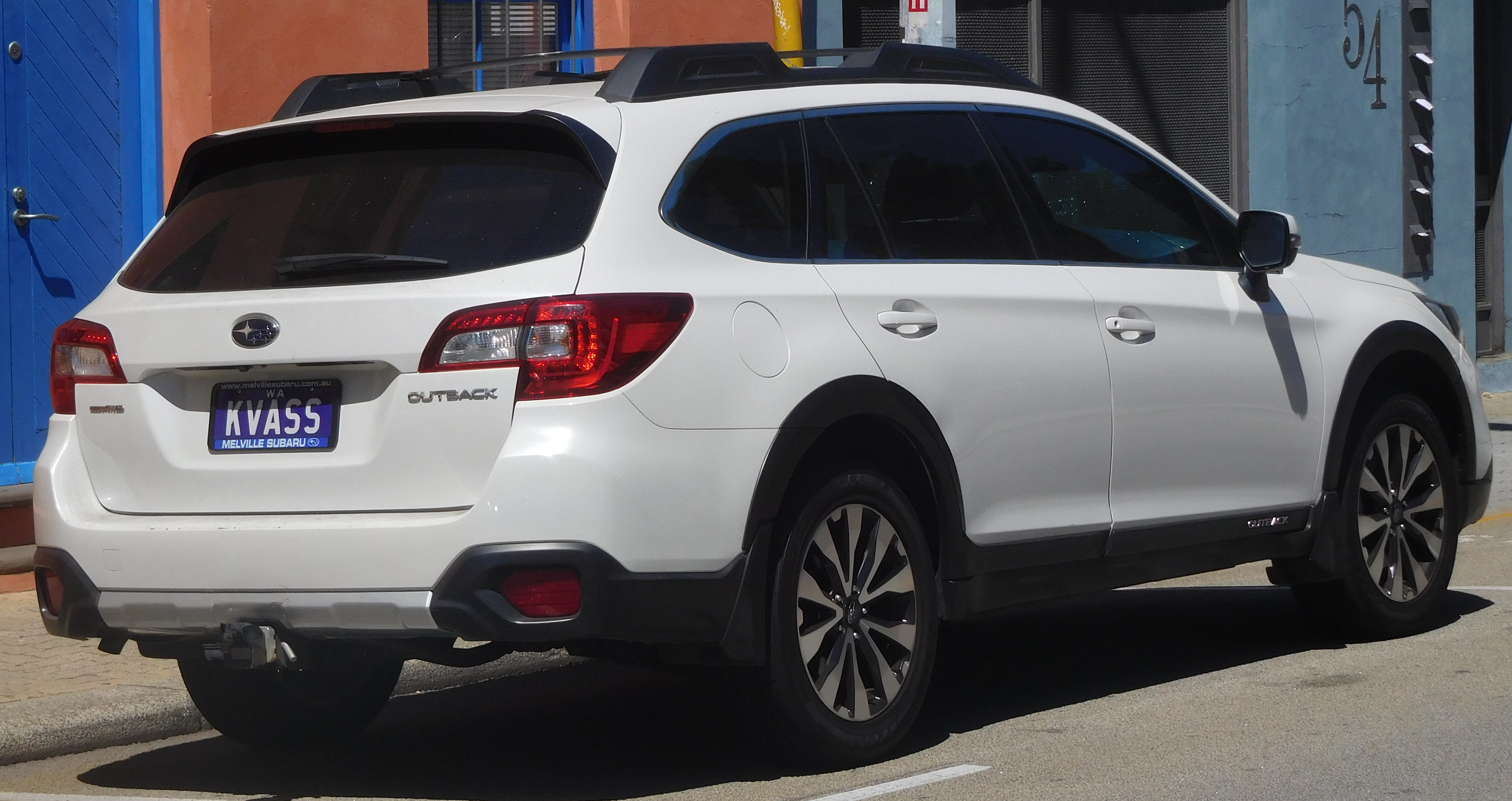
Heckansicht (2015–2018)
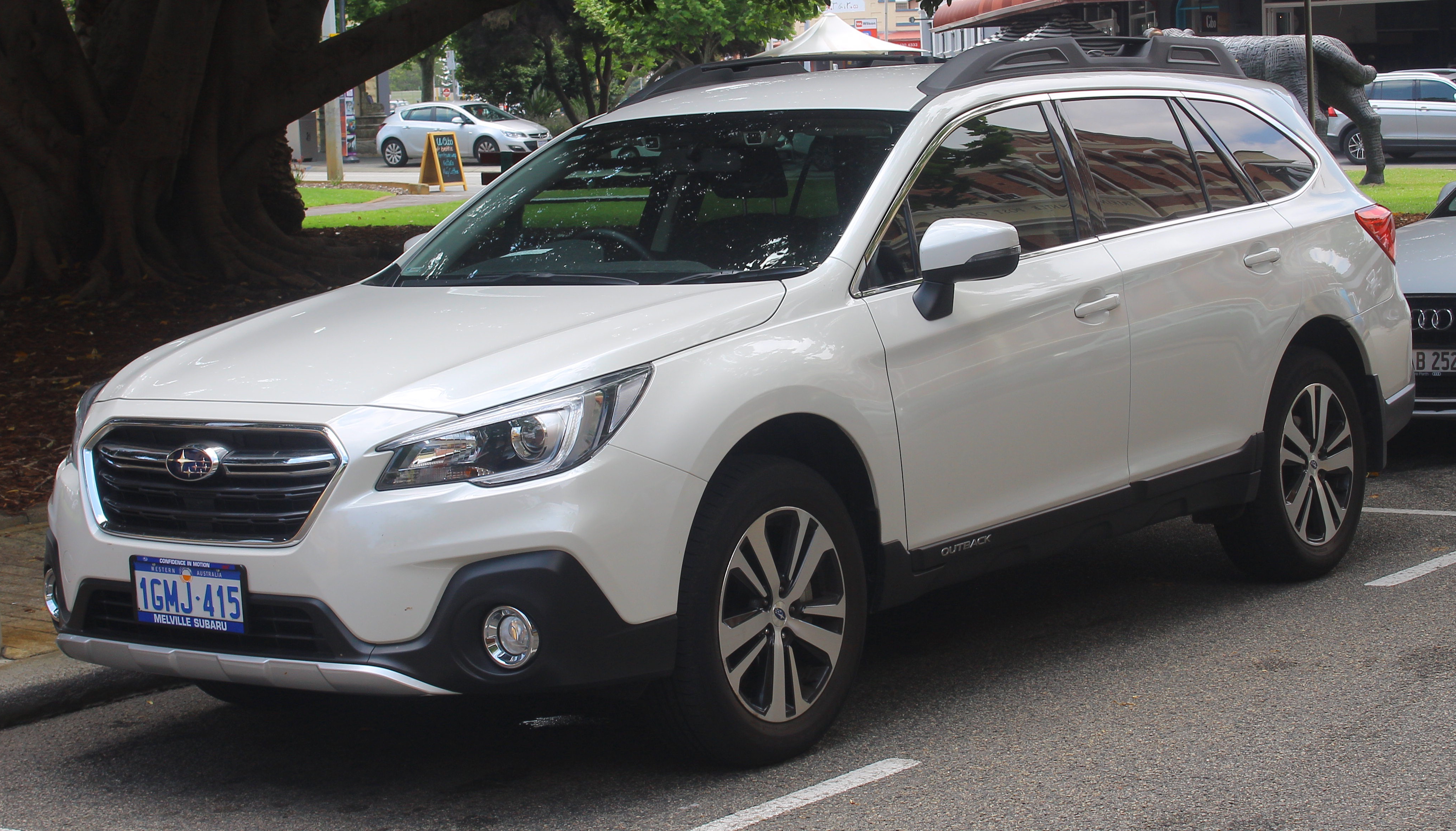
Subaru Outback (2018–2021)
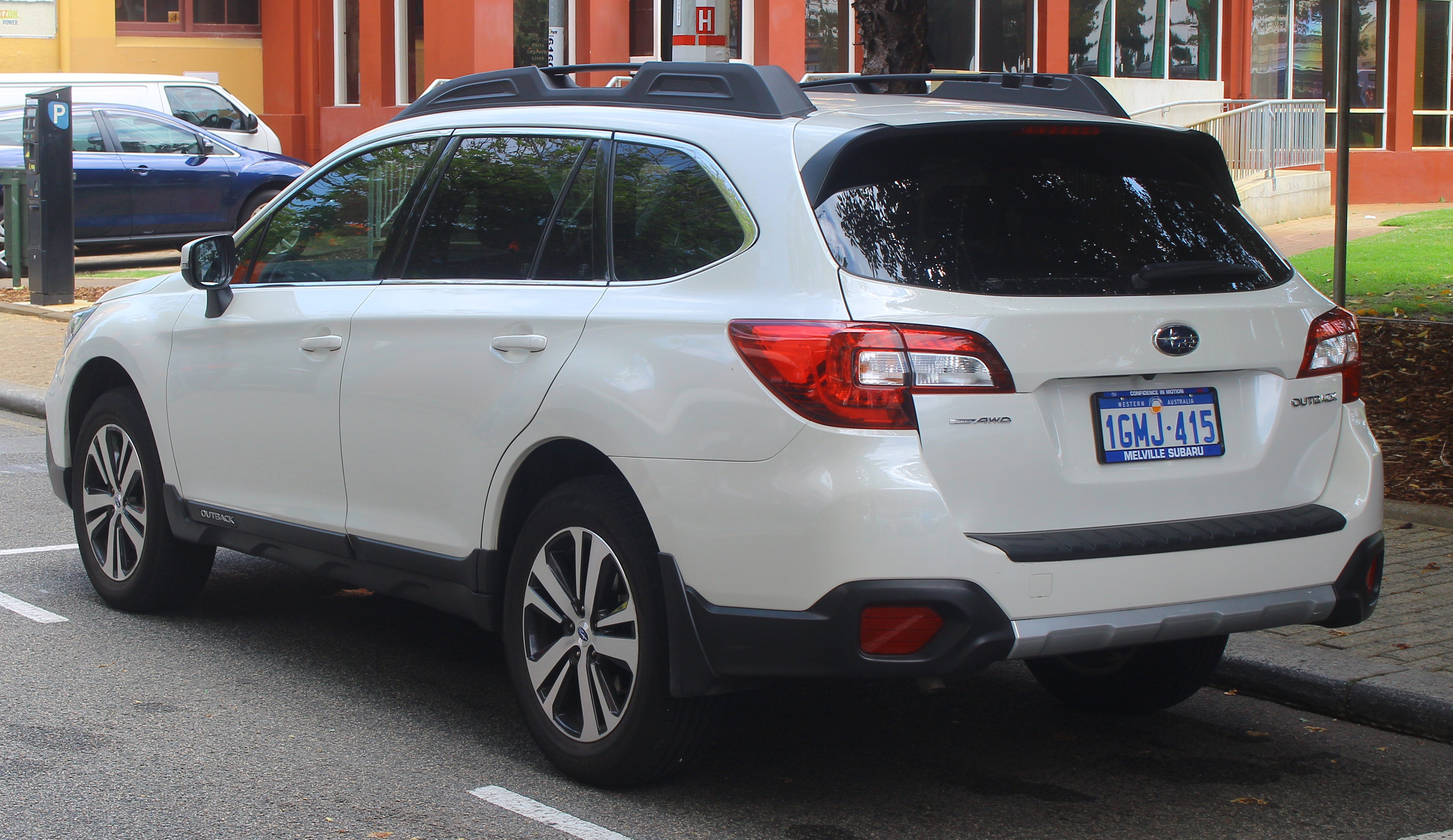
Subaru Outback (2018–2021)

### Technische Daten
| Kenngrößen                                  | 2.5i                         | 2.5i                         | 3.6i (USA, Kanada, Australien) | 2.0 D                                      |
| Bauzeitraum                                 | 2015–2018                    | 2018–2021                    | 2015–2021                      | 2015–2018                                  |
| Motorkenndaten                              |                              |                              |                                |                                            |
| Motortyp                                    | 4-Zylinder-Boxer-Ottomotor   | 4-Zylinder-Boxer-Ottomotor   | 6-Zylinder-Boxer-Ottomotor     | 4-Zylinder-Boxer-Dieselmotor               |
| Gemischaufbereitung                         | Multipoint                   | Multipoint                   | Multipoint                     | Common Rail                                |
| Motoraufladung                              | —                            | —                            | —                              | Turbolader                                 |
| Hubraum                                     | 2498 cm³                     | 2498 cm³                     | 3630 cm³                       | 1998 cm³                                   |
| max. Leistung                               | 129 kW (175 PS) bei 5800/min | 129 kW (175 PS) bei 5800/min | 191 kW (260 PS) bei 6000/min   | 110 kW (150 PS) bei 3600/min               |
| max. Drehmoment                             | 235 Nm bei 4000/min          | 235 Nm bei 4000/min          | 350 Nm bei 4400/min            | 350 Nm bei 1600–2800/min                   |
| Kraftübertragung                            |                              |                              |                                |                                            |
| Antrieb, serienmäßig                        | Allradantrieb                | Allradantrieb                | Allradantrieb                  | Allradantrieb                              |
| Getriebe, serienmäßig [optional]            | Lineartronic                 | Lineartronic                 | Lineartronic                   | 6-Gang-Schaltgetriebe [Sport-Lineartronic] |
| Messwerte                                   |                              |                              |                                |                                            |
| Höchstgeschwindigkeit                       | 210 km/h                     | 198 km/h                     | 235 km/h                       | 200 km/h [192 km/h]                        |
| Beschleunigung, 0–100 km/h                  | 10,2 s                       | 10,2 s                       | 7,6 s                          | 9,7 s [9,9 s]                              |
| Kraftstoffverbrauch auf 100 km (kombiniert) | 7,0 l Super                  | 7,3 l Super                  | 9,9 l Super                    | 5,6 l Diesel [6,1 l Diesel]                |
| CO2-Emission (kombiniert)                   | 161 g/km                     | 166 g/km                     | 230 g/km                       | 145 g/km [159 g/km]                        |
| Abgasnorm nach EU-Klassifikation            | Euro 6                       | Euro 6d-TEMP                 | —                              | Euro 6                                     |
| Leergewicht                                 | 1575–1598 kg                 | 1592–1631 kg                 | 1698 kg                        | 1612–1635 kg [1668–1689 kg]                |
| Tankinhalt                                  | 60 l                         | 60 l                         | 60 l                           | 60 l                                       |

## Outback BT (seit 2019)
| Sterne im Euro NCAP-Crashtest (2021) | 5 Sterne im Euro-NCAP-Crashtest |

Auf der New York International Auto Show im April 2019 präsentierte Subaru eine neue Generation des Outback. Mitte 2019 kam der Kombi in den USA in den Handel. Die Markteinführung in Europa erfolgte erst am 8. Mai 2021. Wieder basiert der Outback auf dem kurz zuvor präsentierten Legacy, der nur noch in Nordamerika erhältlich ist.
Im März 2021 präsentierte Subaru in den USA den Outback in der geländegängigeren Wilderness Edition. Anlässlich der New York International Auto Show im April 2022 wurde eine überarbeitete Version der Baureihe vorgestellt. Im Herbst 2022 kam sie in den Handel. Ein weiteres Sondermodell ist die Edition Platinum Cross, die im April 2024 präsentiert wurde. Sie wird auch in Deutschland angeboten. Auf 500 Exemplare limitiert ist das Sondermodell STI, das im Oktober 2024 ausschließlich für den japanischen Markt vorgestellt wurde.
Für den Outback stehen zwei Motorisierungen zur Verfügung: Ein 2,5-Liter-Boxermotor mit Saugrohreinspritzung und ein aufgeladener 2,4-Liter-Boxermoter. Der Saugmotor leistet in Europa 124 kW (169 PS) und in Amerika 136 kW (185 PS). Der Turbomotor ist nur in Nordamerika erhältlich und hat 194 kW (264 PS).
Die sechste Generation des Subaru Outback erzielte im Euro-NCAP-Crashtest das beste Ergebnis aller 2021 getesteten Fahrzeuge.

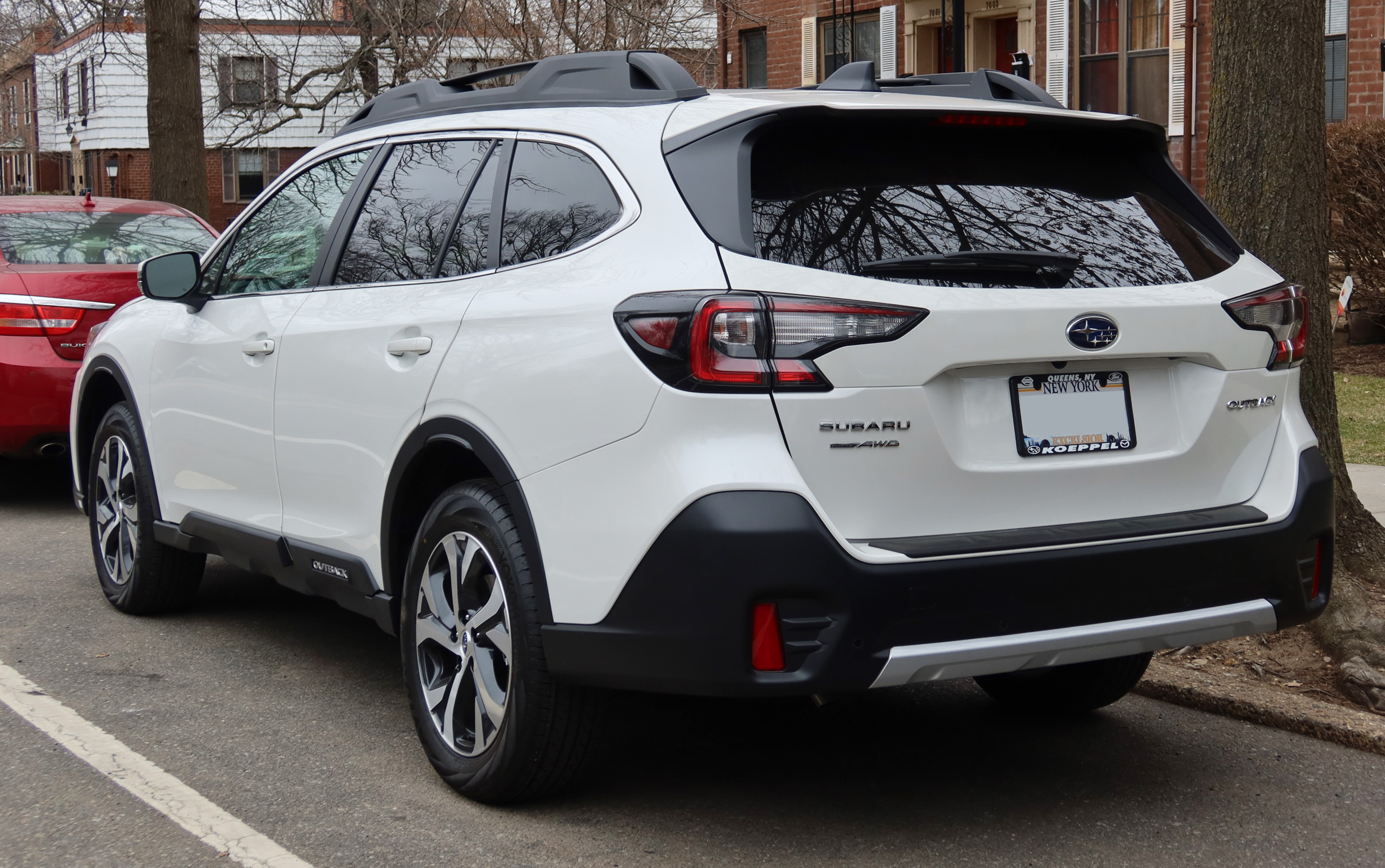
Heckansicht
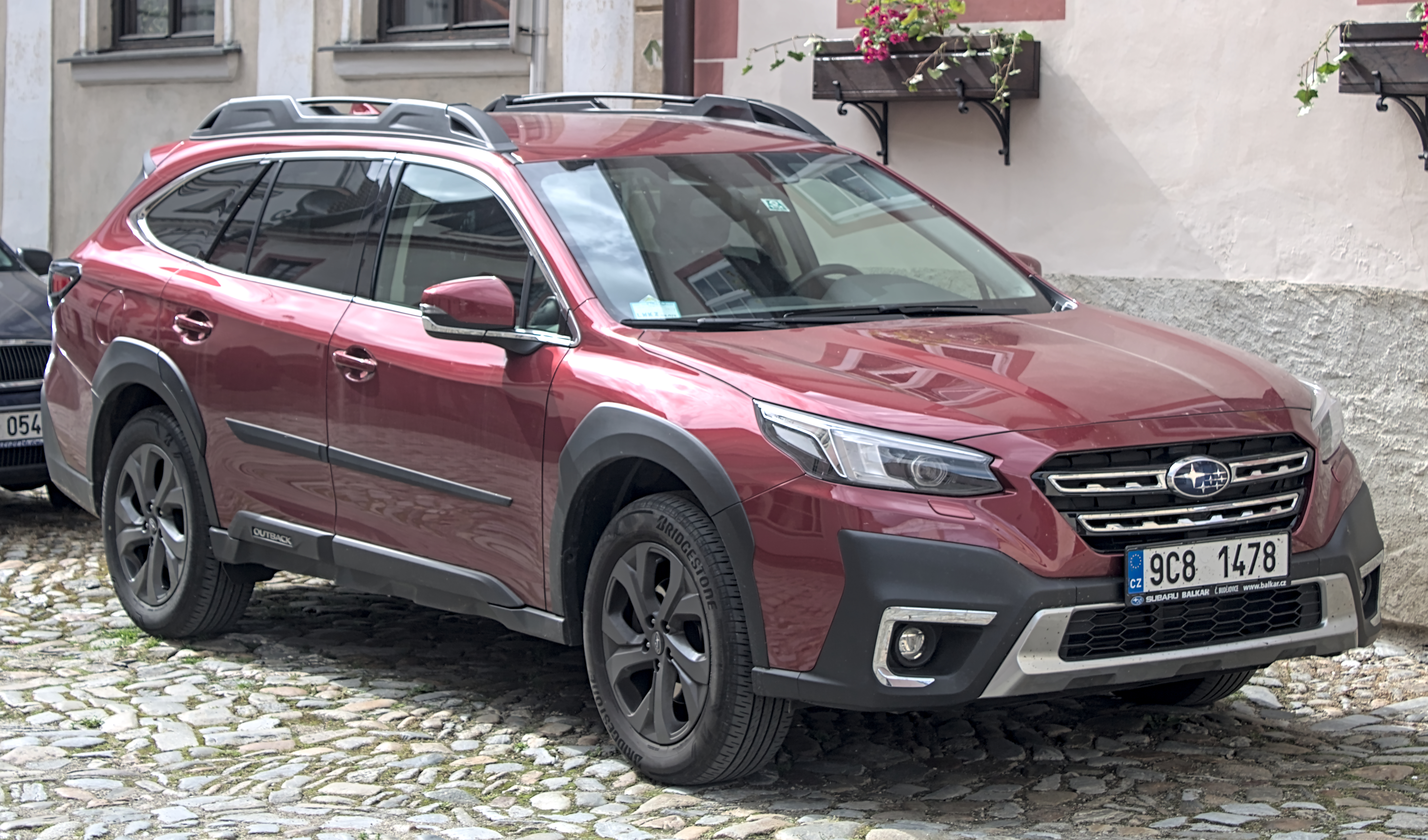
Subaru Outback (seit 2022)
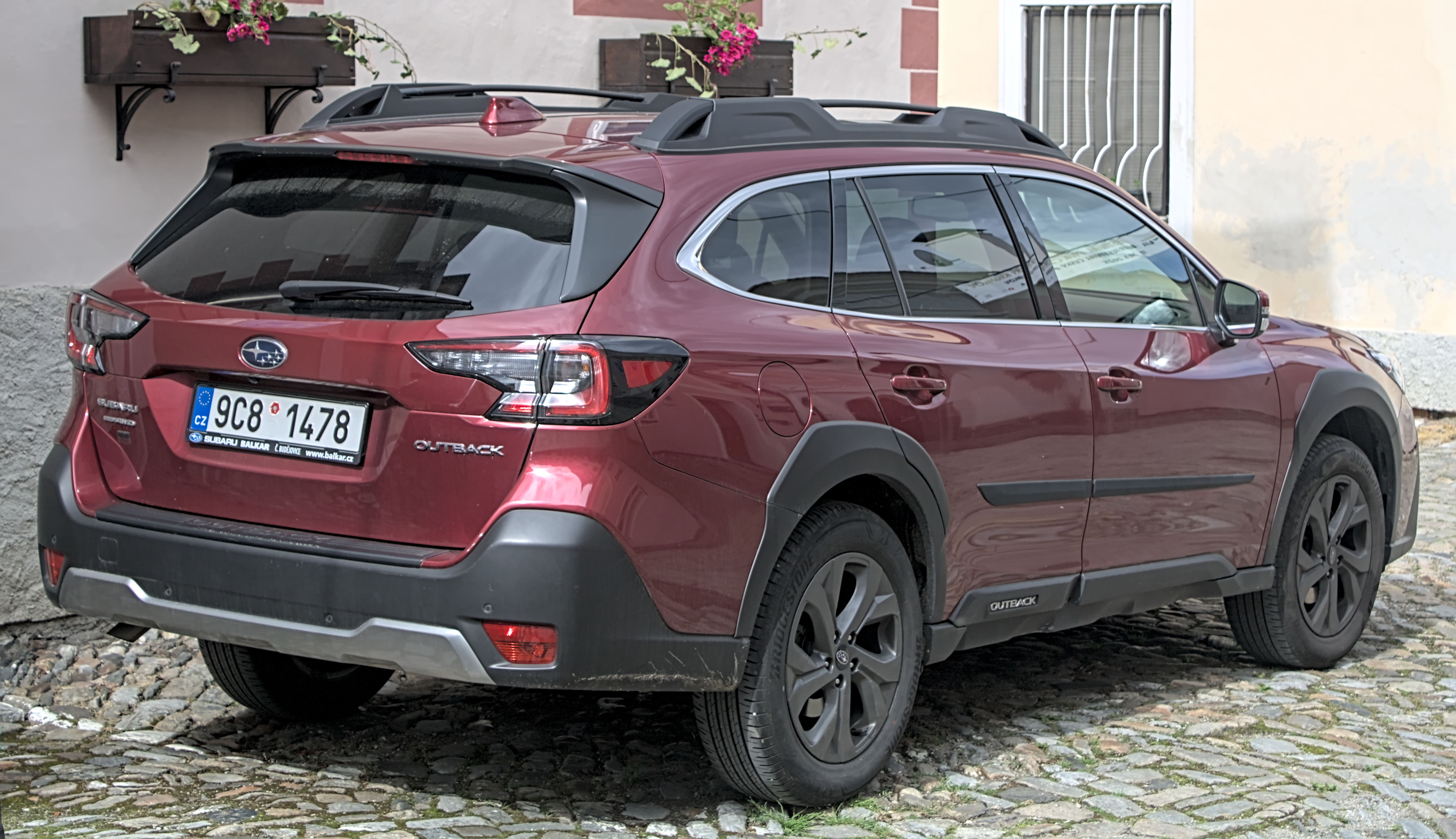
Heckansicht
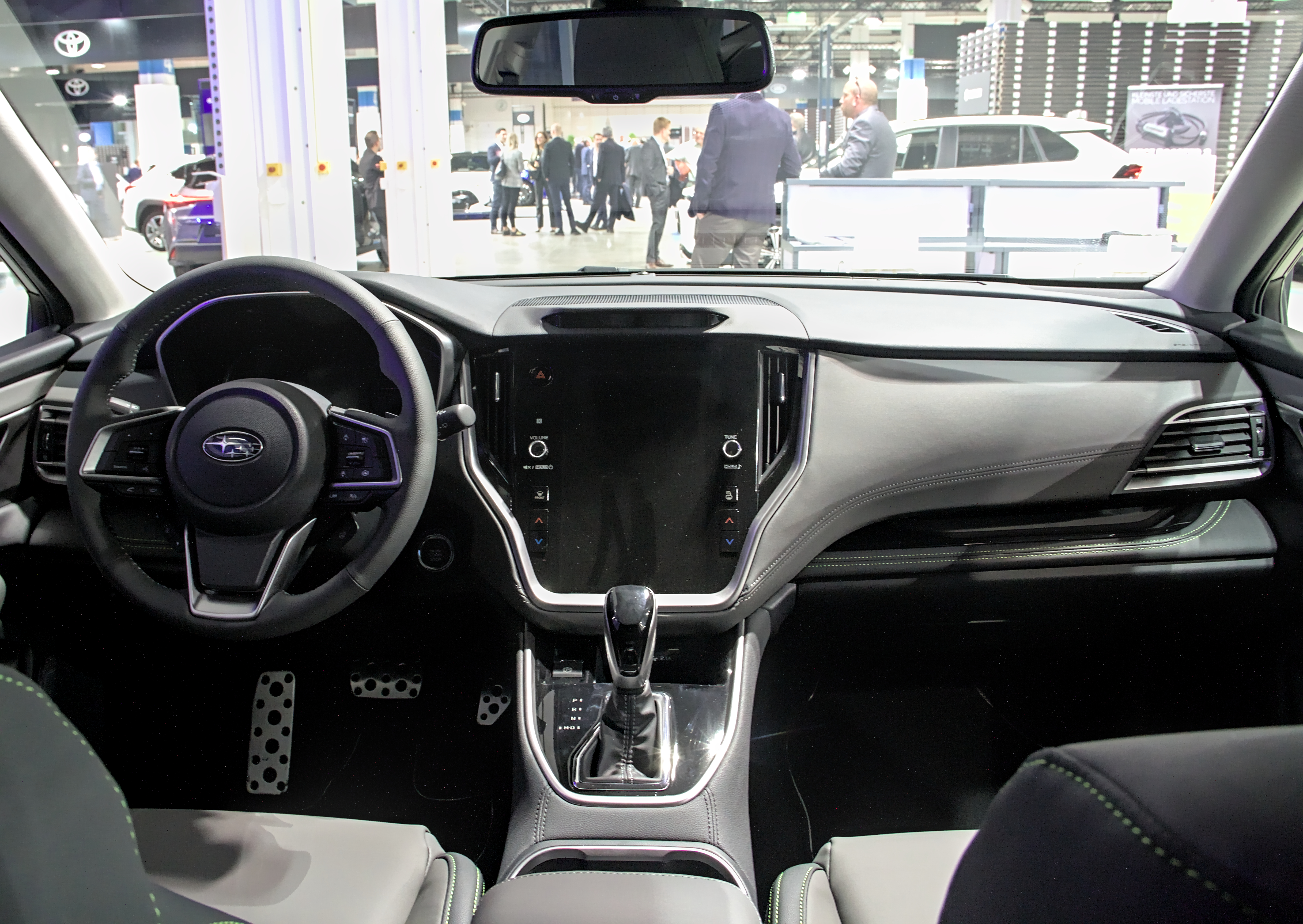
Innenansicht
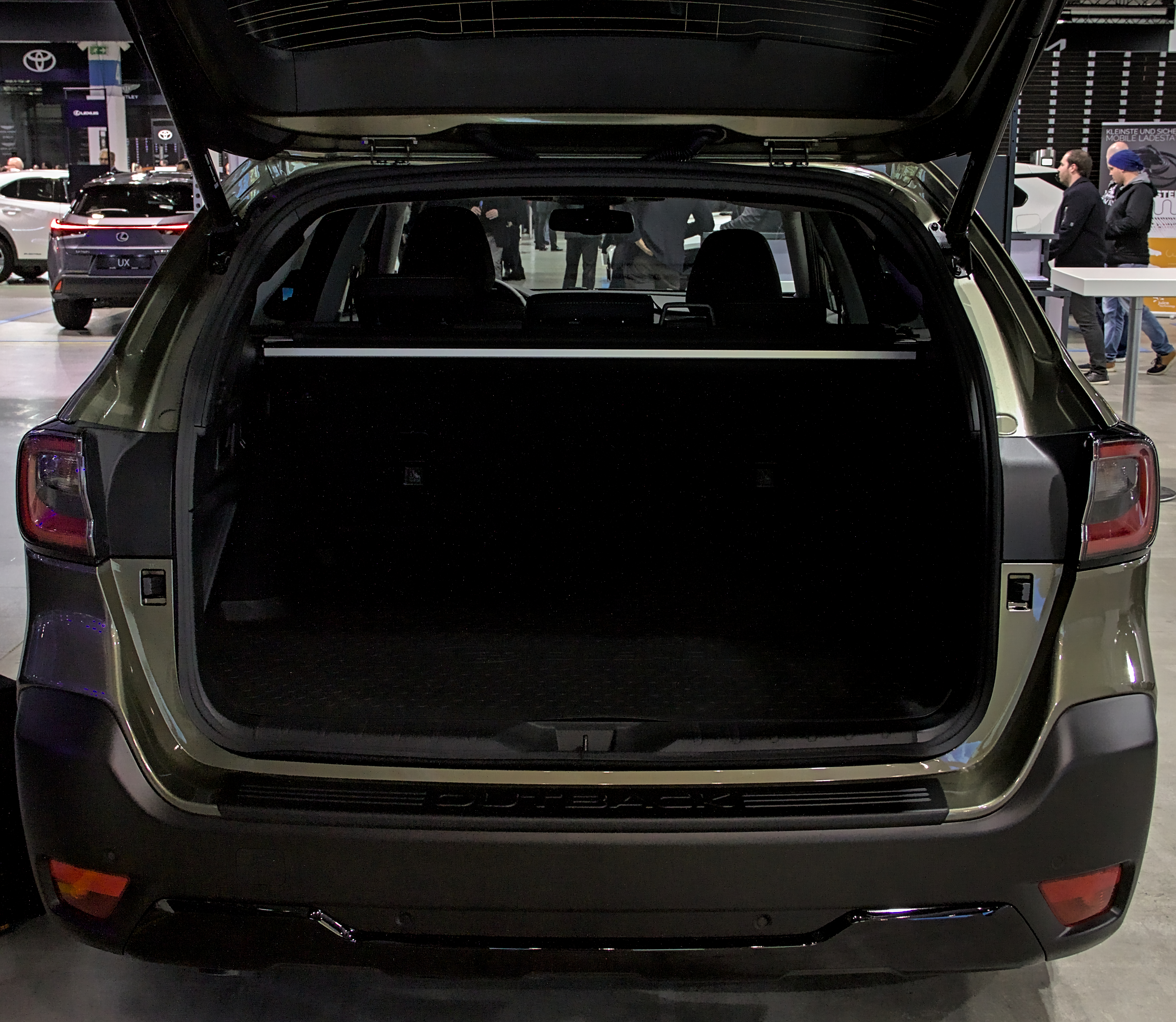
Kofferraum

### Technische Daten
| Kenngrößen                                  | 2.5i                              | 2.5i                              | 2.5i (Nordamerika, Australien) | 2.5i (Russland)              | 2.4T (Nordamerika)           |
| Bauzeitraum                                 | 05/2021–11/2024                   | seit 11/2024                      | seit 07/2019                   | seit 07/2021                 | seit 07/2019                 |
| Motorkenndaten                              |                                   |                                   |                                |                              |                              |
| Motortyp                                    | 4-Zylinder-Boxer-Ottomotor        | 4-Zylinder-Boxer-Ottomotor        | 4-Zylinder-Boxer-Ottomotor     | 4-Zylinder-Boxer-Ottomotor   | 4-Zylinder-Boxer-Ottomotor   |
| Gemischaufbereitung                         | Direkteinspritzung                | Direkteinspritzung                | Multipoint                     | Multipoint                   | Multipoint                   |
| Motoraufladung                              | —                                 | —                                 | —                              | —                            | Turbolader                   |
| Hubraum                                     | 2498 cm³                          | 2498 cm³                          | 2498 cm³                       | 2498 cm³                     |                              |
| max. Leistung                               | 124 kW (169 PS) bei 5000–5800/min | 124 kW (169 PS) bei 5000–5800/min | 136 kW (185 PS) bei 5800/min   | 138 kW (188 PS) bei 5800/min | 194 kW (264 PS) bei 5600/min |
| max. Drehmoment                             | 252 Nm bei 3800/min               | 252 Nm bei 3800/min               | 239 Nm bei 4400/min            | 245 Nm bei 3400–4600/min     | 376 Nm bei 2000–4800/min     |
| Kraftübertragung                            |                                   |                                   |                                |                              |                              |
| Antrieb, serienmäßig                        | Allradantrieb                     | Allradantrieb                     | Allradantrieb                  | Allradantrieb                | Allradantrieb                |
| Getriebe, serienmäßig                       | Lineartronic                      | Lineartronic                      | Lineartronic                   | Lineartronic                 | Lineartronic                 |
| Messwerte                                   |                                   |                                   |                                |                              |                              |
| Höchstgeschwindigkeit                       | 193 km/h                          | 193 km/h                          |                                | 206 km/h                     |                              |
| Beschleunigung, 0–100 km/h                  | 10,2 s                            | 10,2 s                            |                                | 9,6 s                        |                              |
| Kraftstoffverbrauch auf 100 km (kombiniert) | 7,4 l Super                       | 8,6 l Super                       | 7,3 l Super                    | 7,3 l Super                  |                              |
| CO2-Emission (kombiniert)                   | 169 g/km                          | 193 g/km                          | 168 g/km                       |                              |                              |
| Abgasnorm nach EU-Klassifikation            | Euro 6d-ISC-FCM                   | Euro 6e                           |                                | Euro 6                       |                              |
| Tankinhalt                                  | 63 l                              | 63 l                              | 70 l                           | 63 l                         | 70 l                         |

## Auszeichnungen
- 2009: Top Safety Pick 2010[18]